# Polská královská opera
Polská královská opera (polsky Polska Opera Królewska, zkr. POK) je komorní operní divadlo ve Varšavě. Sídlo POK je ve Stanisławowského divadle ve Staré oranžérii v parku Łazienki Królewskie.
Je to nejmladší, třináctá operní scéna v Polsku, byla založeno 1. srpna 2017 ministrem kultury. První premiéra první umělecké sezóny (2017/2018) se konala 3. listopadu 2017.
Generálním ředitelem POK je od června 2019 Andrzej Klimczak.
Prvním dirigentem Polské královské opery je Dawid Runtz.
Královská opera uvádí především repertoár staré, barokní a klasicistní hudby i další hudební představení (oratoria, scénické kantáty, melodramy, mirákl) a činohru.

## Repertoár
- Dziady - Widma - jevištní kantáta Stanisława Moniuszka ke Druhé části předků předvečer Adama Mickiewicze - režie Ryszard Peryt, hudební režisér Tadeusz Karolak - premiéra k inauguraci Královské opery - 3. listopadu 2017 [2]
- Hebdomas - Sebastian Fabian Klonowic - premiéra 3. prosince 2017
- Figarova svatba - Wolfgang Amadeus Mozart - hudební režisér Ruben Silva - premiéra 30. prosince 2017
- Alexandr a Apelles - jednoaktový melodram - Karol Kurpiński - hudební režisér Zbigniew Graca - premiéra: 26. ledna 2018
- Štěstí v neštěstí - Maciej Kamieński - rež. Jarosław Kilian - premiéra: 23. února 2018

- Stará oranžerie